# Arutani
L'arutani o awakí (també designat per variants d'aquests noms orotani, urutani i awake, auake, auaqué, aoqui, oewaku, o mitjançant l'etnònim uruak) és un idioma probablement extint parlat a l'est de Veneçuela (riu Karum, Bolívar) i al Nord del Brasil (Roraima) per gairebé una vintena de persones, 17 al Brasil i 2 a Veneçuela. La majoria dels parlants s'han barrejat amb els pemones o els niam, per la qual cosa la llengua materna de la major part del grup ètnic auaké és ara el ninam.

## Història
Un treball de camp a la regió de riu Branco en 1787 (d’Almada 1787:677) esmenta el grup ètnic dels aoquis, el nom i la localització dels quals suggereixen la seva identificació amb els awaké. El primer informe sobre els awaké, juntament amb una llista de vocabulari va ser compilat per Koch-Grünberg el 1913.
No obstant això, no és clar quants parlants compententes puguin quedar actualment. Migliazza, un dels millors coneixedors de la regió, va comptabilitzar només cinc parlants entre els quinze awaké que va contactar en 1964. El cens de Veneçuela de 2001 comptabilitza 29 awaké, encara que no registra quants parlants hi hauria entre ells, ja que viuen juntament amb els yanam i usen aquesta llengua no relacionada amb el awaké. La situació dels awaké brasilers sembla ser similar.

## Classificació
És una de les llengües pitjor documentades d'Amèrica del Sud, i podria tractar-se d'una llengua aïllada o tal vegada està relacionat amb el sapé o caliana.
Els vocabularis recollits no permeten assegurar cap relació amb les llengües veïnes. En particular no existeix evidència sòlida en favor de la hipòtesi arutani-sapé. L'únic motiu per a incloure aquesta família, és que les dues són llengües residuals veïnes i no relacionades amb altres famílies, el que ha portat a conjecturar que poguessin ser llengües supervivents d'una família preexistent abans de l'expansió d'altres famílies més difoses a la regió.

## Descripció lingüística
Fins avui s'han publicat llistes breus de vocabulari i algunes frases, es coneix una llista de vocabulari no publicada, i algunes anàlisis gramaticals. Ernest Migliazza ha estat revisant les notes de camp dels anys 1960 per a publicar el material disponible. També hi ha una llista inèdita Swadesh de Fèlix Cardona i Puig dels anys 1930-1940, així com una llista inèdita Swadesh de 200 ítems de Walter Coppens del 1970.

## Situació sociolingüística
Tradicionalment, l'arutani es parlava al llarg del riu Paragua i del riu Uraricaá al sud de Veneçuela i a l'extrem nord de Roraima, Brasil.
Els arutani ètnics també parlen el ninam (Shirián), ja que ara viuen principalment als pobles ninam. La resta de parlants d'arutani es troben als pobles Ninam següents.
- Saúba (al Brasil): 1 parlant nascut a Veneçuela que té família a Kavaimakén
- Kosoiba (a la vall superior del riu Paragua de Veneçuela): 3 parlants
- Kavaimakén (a la vall superior del riu Paragua de Veneçuela): 1 parlant
- Colibri (a la vall superior del riu Paragua de Veneçuela): s'ha informat un parlant

Segons Loukotka (1968), es va arribar a parlar a la riba sud de l'illa de Maracá a la zona del riu Branco.

## Contacte lingüístic
Jolkesky (2016) assenyala que hi ha similituds lèxiques amb el máku, sapé, warao, ticuna-yuri, i tukano degut al contacte.
Les similituds lèxiques amb les llengües tucanes són sobretot préstecs culturals. Les llengües arutani i tucano també tenen sistemes pronominals completament diferents, i les correspondències sonores són irregulars. Per tant, les similituds entre elles es poden atribuir al contacte amb el tucano oriental.:527

## Vocabulari
Loukotka (1968) lista els següents ítems bàsics de vocabulari arutani.
| glossa | Arutani         |
| ------ | --------------- |
| un     | kiuaná          |
| dos    | kiuañéke        |
| tres   | uatitimitilíake |
| cap    | ki-kakoáti      |
| ull    | ki-gakoá        |
| dents  | ki-aké          |
| home   | madkié          |
| aigua  | okoá            |
| foc    | ané             |
| sol    | nizyí           |
| manioc | mokiá           |
| jaguar | kaiyá           |
| casa   | iméd            |